# رامي كوسا
رامي كوسا كاتب سيناريست سوري وكاتب أغاني من مواليد حمص حائز على شهادة في الهندسة الميكانيكية له العديد من المسلسلات التلفزيونية والأفلام الروائية القصيرة والطويلة التي حاز بعضها على جوائز دولية، كما عمل في مجال الصحافة حيث كتب في جريدة السفير اللبنانية بين 2014 و 2016م، وفي مؤسسة أوان الإعلامية.

## الأعمال
1. مسلسل القربان إخراج علاء الدين كوكش.
2. مسلسل أولاد آدم إخراج الليث حجو.
3. فلم حلي إخراج حسام الشاه.[5]
4. فلم درب السما إخراج جود سعيد.[6]
5. فلم رجل وثلاثة أيام إخراج جود سعيد.[7]
6. فلم الحبل السري إخراج الليث حجو.[8]
7. فلم غربة إخراج نادين تحسين بك[9]
8. فلم روزنامة إخراج نادين تحسين بك.[10]
9. فلم غزل البنات إخراج نادين تحسين بك.[11]
10. مسلسل البطل إخراج الليث حجو.

بالإضافة إلى المعالجة الدرامية التي قدمها لكل من:
1. مسلسل كارما إخراج رودني حداد.[12]
2. فلم أحلام صغيرة إخراج زهرة البودي.[13]

## تأليف الأغاني
كتب رامي عدداً من الأغاني لعدد من المغنيين أمثال ليندا بيطار ولينا شاماميان وفرح يوسف وسلمى رشيد وعبود برمدا

## الجوائز
- جائزة فرنسا للأفلام القصيرة (بالفرنسية: Festival de cinéma Indépendance(s) et Création d'Auch) عن سيناريو فلم الحبل السري. [14][15][16]
- جائزة مهرجان الدار البيضاء للفيلم العربي في المغرب عن سيناريو فلم الحبل السري.[17]
- جائزة الجمهور في مهرجان مينا للأفلام القصيرة في هولندا عن فلم الحبل السري.[18]
- جائزة مسابقة الأفلام الدولية في مصر عن سيناريو فلم درب للسما. [19]